# Nukumi
Nukumi est un système de gestion de contenu (ou Content management system, CMS) de microblogging en langage ruby sorti le 30 décembre 2004.
Il s'agit certainement du premier logiciel de microblog[réf. souhaitée].